# ヤマトオサガニ
ヤマトオサガニ（大和長蟹、学名：Macrophthalmus japonicus (de Haan, 1835)）は、エビ目（十脚目）・カニ下目・スナガニ科に分類されるカニの一種。
軟泥地に斜めに穴を掘って棲む。甲長4cm。甲は横長の四角形で、甲長と甲幅の比はほぼ2:3。眼窩外歯のすぐ後方に深い切れ込みがあり、また、葉状の前側縁第１歯の後方に浅い切れ込みがある。雄の鋏脚は長大で、平滑無毛。日本の本州（青森県陸奥湾）以南、特に宮城県以南の太平洋側から九州に分布し、朝鮮半島や中国北部、台湾などにも分布する。